# Salah Zakaria
Salah Zakaria (ur. 24 kwietnia 1999 w Al-Sharqiyah) – katarsko-egipski piłkarz, występujący na pozycji bramkarza w katarskim klubie Al-Duhail SC oraz w reprezentacji Kataru. Uczestnik Złotego Pucharu CONCACAF 2023, Mistrzostw Świata U-20 2019 oraz Pucharu Azji 2023.

## Statystyki

### Klubowe
Na podstawie:
| Klub          | Sezonów | Liga               | Liga  | Liga   | Puchar krajowy | Puchar krajowy | Kontynentalne | Kontynentalne | Suma  | Suma   |
| Klub          | Sezonów | Liga               | Mecze | Bramki | Mecze          | Bramki         | Mecze         | Bramki        | Mecze | Bramki |
| ------------- | ------- | ------------------ | ----- | ------ | -------------- | -------------- | ------------- | ------------- | ----- | ------ |
| Al-Wakrah SC  | 1       | Qatar Stars League | 0     | 0      | 0              | 0              | –             | –             | 0     | 0      |
| Al-Gharafa SC | 2       | Qatar Stars League | 7     | 0      | 4              | 0              | –             | –             | 11    | 0      |
| Al-Duhail SC  | 4       | Qatar Stars League | 46    | 0      | 10             | 0              | 21            | 0             | 77    | 0      |
|               | Łącznie | Łącznie            | 53    | 0      | 14             | 0              | 21            | 0             | 88    | 0      |

### Reprezentacyjne
Na podstawie:
| Występy w reprezentacji | Występy w reprezentacji | Występy w reprezentacji | Występy w reprezentacji | Występy w reprezentacji | Występy w reprezentacji | Występy w reprezentacji | Występy w reprezentacji | Występy w reprezentacji    |
| Lp.                     | Data                    | Miasto                  | Przeciwnik              | Wynik                   | Czas                    | Gole                    | Inne                    | Rozgrywki                  |
| ----------------------- | ----------------------- | ----------------------- | ----------------------- | ----------------------- | ----------------------- | ----------------------- | ----------------------- | -------------------------- |
| 1.                      | 26.08.2022              | Wiener Neustadt         | Jamajka                 | 1:1 (0:0)               | 1'–90'                  |                         |                         | mecz towarzyski            |
| 2.                      | 15.06.2023              | Kingston                | Jamajka                 | 2:1 (2:0)               | 1'–90'                  |                         |                         | mecz towarzyski            |
| 3.                      | 09.07.2023              | Arlington               | Panama                  | 0:4 (0:1)               | 1'–90'                  |                         |                         | Złoty Puchar CONCACAF 2023 |
| 4.                      | 07.09.2023              | Doha                    | Kenia                   | 1:2 (1:1)               | 46'–90'                 |                         |                         | mecz towarzyski            |

## Sukcesy
Na podstawie:

### Klubowe
Z Al-Duhail SC:
- Mistrz Kataru 2022/23
- Puchar Kataru 2021/22
- Puchar Ligi Katarskiej: 2023
- Puchar Gwiazd Kataru: 2022/23